# Trattato di Andrusovo
Il trattato di Andrusovo (in polacco Rozejm w Andruszowie, in russo Андрусовское перемирие, detto anche tregua di Andrusovo) fu firmato tra il 30 gennaio e il 9 febbraio 1667 nel villaggio di Andrusovo, nei pressi di Smolensk, tra il Regno russo e la Confederazione polacco-lituana, in seguito alla guerra russo-polacca combattuta dal 1654 nei territori delle attuali Ucraina e Bielorussia, e garantì una tregua tra le due nazioni di tredici anni e mezzo.
I firmatari dell'accordo furono Afanasij Ordin-Naščokin per la parte russa e Jerzy Chlebowicz per la parte polacco-lituana. Rappresentanti del Etmanato cosacco, invece, non furono ammessi alle trattative e non presenziarono alla firma del trattato.

## Condizioni
Il trattato prevedeva:
- una tregua di 13 anni e 6 mesi, durante i quali i due Stati dovevano adoperarsi per preparare le condizioni della pace perpetua tra i due popoli.
- la cessione alla Russia dei territori ad est del fiume Dnepr dove quindi la riva sinistra del fiume diventa la "krajina" russa, il confine russo, e della regione del Siever e di Smolensk.
- che la Confederazione polacco-lituana potesse continuare a tenere i territori a ovest del Dnepr dove la riva destra del fiume diventa la "krajina" polacca, e cioè il confine polacco, e la Bielorussia con le città di Vicebsk, Polack e Daugavpils, territori occupati da truppe russe.
- che la città di Kiev, anche se situata sulla riva destra del fiume Dnepr, fosse ceduta alla Russia inizialmente per due anni e poi permanentemente nel 1686 in cambio di 146.000 rubli.
- il riconoscimento del sich degli Zaporoghi come codominio di entrambi gli stati.
- l'impegno da parte di entrambe le nazioni a costituire fronte comune in funzione anti-ottomana.
- il riconoscimento del diritto al libero commercio tra le due nazioni.
- un risarcimento da parte russa di 1.000.000 zloty o 200.000 rubli per le terre della riva sinistra ucraina, perdute dai polacco-lituani.

## Conseguenze
La cessione di Kiev comportò enormi conseguenze sul piano storico, politico, sociale e religioso. Kiev, situata nella parte greco-ortodossa del Granducato di Lituania prima che l'Unione di Lublino (1569) sancisse la sua inclusione nel regno polacco-lituano, era la sede del metropolita ortodosso, che pur essendo formalmente posto al di sotto dell'autorità della Chiesa di Roma dall'Unione di Brest (1596), aveva mantenuto una certa influenza sulla popolazione ortodossa dei territori orientali della Polonia-Lituania.
Prima di Andrusovo, Kiev era stato il centro religioso ortodosso opposto al patriarcato di Mosca, fondato nel 1589, grazie anche all'operato del metropolita Pietro Mogila che aveva aperto la religione ortodossa alle influenze europee occidentali. L'annessione di Kiev da parte della Russia zarista avveniva soltanto a pochi giorni di distanza dallo scisma (raskol) tra l'ortodossia riformata del patriarca moscovita Nikon e i Vecchi Credenti di Avvakum.
Con l'intento di portare dalla propria gli ortodossi polacco-lituani, il patriarca Nikon permise la fondazione di un'accademia di ispirazione Mogila a Mosca, ponendo le basi della forte influenza del patriarcato moscovita su quello ucraino e fornendo successive giustificazioni per le ingerenze zariste negli affari di Kiev.